# 平成医疗短期大学
平成医疗短期大学（日语：／ Heisei Iryō Tanki Daigaku *），简称平成医短（へいせいいたん）、平医短（へいいたん）、医短（いたん），是一所位于日本岐阜县岐阜市的私立短期大学。

## 概要

### 简介
- 学校最早可以追溯到1984年[1]。平成医疗短期大学为于2009年[1]、由学校法人诚广学园经营。

### 历史
- 2009年 平成医疗短期大学成立并同时设置护理学科和复健医学科理学疗法学专攻。
- 2014年 职能治疗学专攻[注 3]和视机能治疗专攻[注 4]各自成立。

### 宪章
- 请参看平成医疗短期大学的标志 （日語） 2013年11月20日阅览。

## 学校环境
- 校区：岐阜县岐阜市

## 历任校长
- 矶野日出夫：他是第一代和现在短期大学校长和岐阜大学医学系名誉教授。

## 组织

### 学科
- 护理学科
- 复健医学科[注 1]
  - 物理治疗专攻[注 2]
  - 职能治疗专攻[注 3]
  - 视机能治疗专攻[注 4]

### 专科
| - 没有 |

### 业余课程
| - 没有 |

### 附属学校
| - 没有 |

### 附属机关
| - 没有 |

## 相关链接
- 日本短期大学列表